# James D. Post

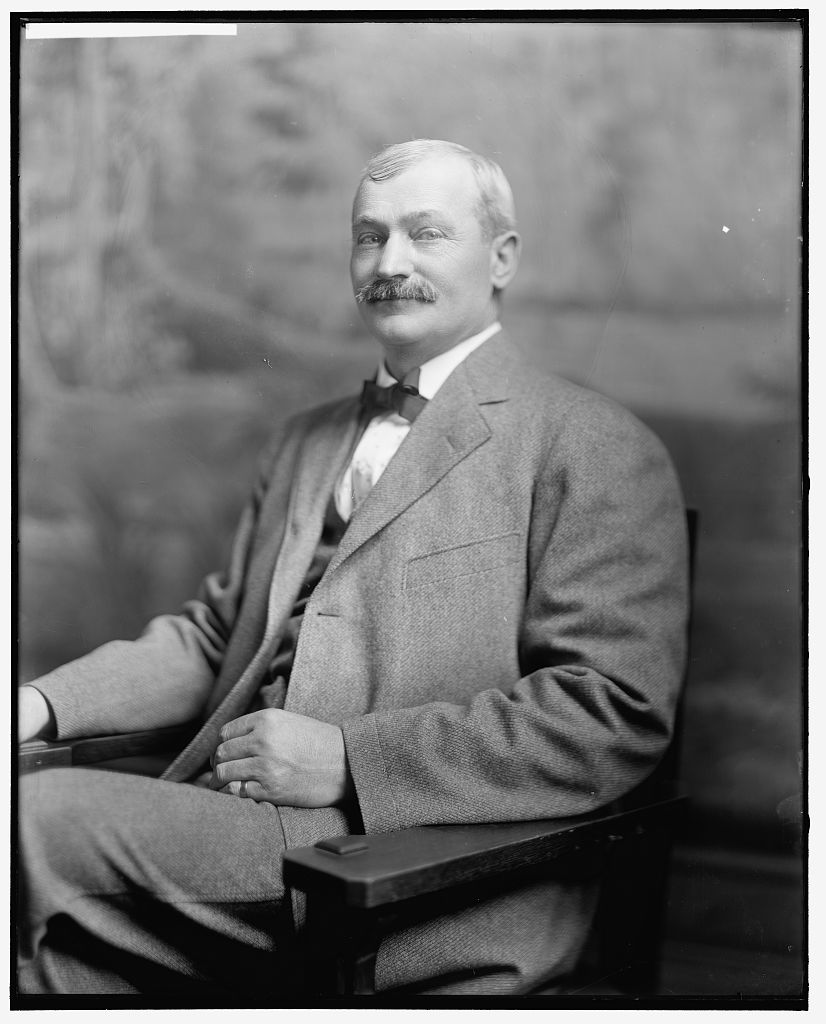
James D. Post

James Douglass Post (* 25. November 1863 bei Milledgeville, Ohio; † 1. April 1921 in Washington Court House, Ohio) war ein US-amerikanischer Politiker. Zwischen 1911 und 1915 vertrat er den Bundesstaat Ohio im US-Repräsentantenhaus.

## Werdegang
James Post besuchte die öffentlichen Schulen seiner Heimat. Im Jahr 1882 absolvierte er die National Normal University in Lebanon. Danach war er fünf Jahre lang als Lehrer tätig. Nach einem Jurastudium und seiner 1887 erfolgten Zulassung als Rechtsanwalt begann er in Washington Court House in diesem Beruf zu arbeiten. Gleichzeitig schlug er als Mitglied der Demokratischen Partei eine politische Laufbahn ein.
Bei den Kongresswahlen des Jahres 1910 wurde Post im siebten Wahlbezirk von Ohio in das US-Repräsentantenhaus in Washington, D.C. gewählt, wo er am 4. März 1911 die Nachfolge des Republikaners J. Warren Keifer antrat. Nach einer Wiederwahl konnte er bis zum 3. März 1915 zwei Legislaturperioden im Kongress absolvieren. Seit 1913 war er Vorsitzender des Wahlausschusses Committee on Elections No. 1. Während seiner Zeit als Kongressabgeordneter wurden der 16. und der 17. Verfassungszusatz ratifiziert.
Im Jahr 1914 verzichtete Post auf eine weitere Kandidatur. Nach dem Ende seiner Zeit im US-Repräsentantenhaus praktizierte er wieder als Anwalt. Er starb am 1. April 1921 in Washington Court House, wo er auch beigesetzt wurde.